# تامباكوندا
تامباكوندا هي مدينة، وعاصمة، تتبع تامباكوندا ‏، هي عاصمة إقليم تامباكوندا، وتامباكوندا ‏، بلغ عدد سكانها 78٬800 نسمة، في 2007.

## مدن توأم
المدن التوأم:
- بوندي
- لاروش سور يون.